# Nexus (アニメ制作会社)
株式会社Nexus（ネクサス、英: Nexus Co.,ltd.）は、日本のアニメ制作会社。

## 歴史
活動停止した南町奉行所より独立したアニメーターの明珍宇作と演出・撮影監督の廣岡岳が設立した株式会社アステリズムを母体とし、ビィートレインを経て主要取引先のA-1 Picturesで制作を務めた中村浩士が経営に加わって、2012年に設立した。設立当初は制作協力としてA-1 Pictures、SILVER LINK.、P.A.WORKS制作の諸作品の撮影、制作を中心に活動。
2014年に短編映画作品『サンタ・カンパニー』で初の元請制作を務め、翌2015年に初のテレビアニメ元請作品『わかば*ガール』を制作。

## 作品一覧

### テレビアニメ
| 開始年 | 放送期間         | タイトル                | 監督     | シリーズ構成     | アニメーション プロデューサー | 原作       | 備考                     |
| ------ | ---------------- | ----------------------- | -------- | ---------------- | ----------------------------- | ---------- | ------------------------ |
| 2015年 | 7月 - 9月        | わかば*ガール           | 渡邊政治 | 花田十輝         | 中村浩士                      | 漫画       | ショートアニメとして制作 |
| 2015年 | 10月 - 12月      | 落第騎士の英雄譚        | 大沼心   | ヤスカワショウゴ | 中村浩士 鬼塚康介             | 小説       | 共同制作：SILVER LINK.   |
| 2018年 | 4月 - 6月        | こみっくがーるず        | 徳本善信 | 高橋ナツコ       | 中村浩士                      | 漫画       |                          |
| 2019年 | 7月 - 9月        | グランベルム            | 渡邊政治 | 花田十輝         | 中村浩士                      | オリジナル |                          |
| 2020年 | 1月 - 3月        | ダーウィンズゲーム      | 徳本善信 | 深山秀           | 中村浩士                      | 漫画       |                          |
| 2022年 | 10月 - 2023年2月 | 陰の実力者になりたくて! | 中西和也 | 加藤還一         | 中村浩士                      | 小説       | 第1期                    |
| 2023年 | 10月 - 12月      | 陰の実力者になりたくて! | 中西和也 | 加藤還一         | 中村浩士                      | 小説       | 第2期                    |
| 2025年 | 10月 -           | 終末ツーリング          | 徳本善信 | 筆安一幸         | 未公表                        | 漫画       |                          |

### 劇場アニメ
| 公開年 | タイトル           | 監督         | アニメーション プロデューサー | 原作       |
| ------ | ------------------ | ------------ | ----------------------------- | ---------- |
| 2014年 | サンタ・カンパニー | かまくらゆみ | 中村浩士                      | オリジナル |

### 制作協力
| 公開年 | タイトル                                   | 制作元請     |
| ------ | ------------------------------------------ | ------------ |
| 2012年 | お兄ちゃんだけど愛さえあれば関係ないよねっ | SILVER LINK. |
| 2013年 | 俺の彼女と幼なじみが修羅場すぎる           | A-1 Pictures |
| 2013年 | RDG レッドデータガール                     | P.A.WORKS    |
| 2013年 | 俺の妹がこんなに可愛いわけがない。         | A-1 Pictures |
| 2013年 | 私がモテないのはどう考えてもお前らが悪い!  | SILVER LINK. |
| 2013年 | Fate/kaleid liner プリズマ☆イリヤ          | SILVER LINK. |
| 2013年 | 凪のあすから                               | P.A.WORKS    |
| 2014年 | 魔法科高校の劣等生                         | マッドハウス |
| 2014年 | 龍ヶ嬢七々々の埋蔵金                       | A-1 Pictures |
| 2014年 | ソードアート・オンラインII                 | A-1 Pictures |
| 2014年 | 六畳間の侵略者!?                           | SILVER LINK. |
| 2014年 | SHIROBAKO                                  | P.A.WORKS    |
| 2015年 | 冴えない彼女の育てかた                     | A-1 Pictures |
| 2016年 | Re:ゼロから始める異世界生活                | WHITE FOX    |
| 2016年 | ブレイブウィッチーズ                       | SILVER LINK. |

## 関連人物

### アニメーター・演出家
- 明珍宇作（取締役副社長・作画部チーフ）
- 中西和也
- 北原大地
- 野田康行
- 高島大輔
- 徳本善信

### 制作
- 中村浩士（代表取締役社長・アニメーションプロデューサー）
- 平川咲

### 撮影
- 廣岡岳（取締役・撮影監督・2Dワークス・特殊効果）
- 臼田睦（撮影監督）
- 河田友里
- 山田みどり
- 山本裕規
- 小林真衣
- 柿﨑陽太

### その他
- 田中直人（色彩設計）
- 岡崎順子（色彩設計）
- 坪根健太郎（REAL-T所属、編集技師）
- 明日川仁（マジックカプセル所属、音響監督）